# Bunaea caffraria
Bunaea caffraria är en fjärilsart som beskrevs av Stoll 1790. Bunaea caffraria ingår i släktet Bunaea och familjen påfågelsspinnare. Inga underarter finns listade i Catalogue of Life.